# AGS JH21C
Az AGS JH21C egy Formula–1-es versenyautó, amelyet az AGS csapat tervezett és versenyeztetett az 1986-os Formula–1 világbajnokság során. Egyetlen versenyzőjük Ivan Capelli volt.

## Áttekintés
Ez volt az AGS csapat első szezonja. Miután az előző évben a Renault kivonult a sportágból, a szintén francia gyökerű kiscsapat felvásárolta annak elérhető felszereléseit. Autójuk így a Renault RE40 monocoque-ja köré épült. A meghajtásért a Motori Moderni V6-os turbómotorjai feleltek, melyek gyengék és meghibásodásra hajlamosak voltak. A csapat Pirelli gumikat használt, autójuk pedig tiszta fehérre lett festve, és csak az El Charro olasz divatmárka reklámjai kerültek fel rájuk. Mielőtt élesben is bevetették volna az autót, azt Didier Pironi tesztelte, aki 1982-es súlyos balesete után ekkorra került olyan állapotba, hogy újra autóba ülhessen.
Ebben az évben mindössze két futamon indultak és mindkétszer kiestek: az olasz nagydíjat defekt, a portugált váltóhiba miatt kellett hogy feladja Capelli.
Az autó ma a Bretagne-beli Lohéac-ban van kiállítva.

## Eredmények
| Év   | Csapat         | Motor                 | Gumik | Pilóták      | 1   | 2   | 3   | 4   | 5   | 6   | 7   | 8   | 9   | 10  | 11  | 12  | 13  | 14  | 15  | 16  | Pontok | Helyezés |
| ---- | -------------- | --------------------- | ----- | ------------ | --- | --- | --- | --- | --- | --- | --- | --- | --- | --- | --- | --- | --- | --- | --- | --- | ------ | -------- |
| 1986 | Jolly Club SpA | Motori Moderni 615-90 | P     |              | BRA | ESP | SMR | MON | BEL | CAN | DET | FRA | GBR | GER | HUN | AUT | ITA | POR | MEX | AUS | 0      | -        |
| 1986 | Jolly Club SpA | Motori Moderni 615-90 | P     | Ivan Capelli |     |     |     |     |     |     |     |     |     |     |     |     | KI  | KI  |     |     | 0      | -        |

## Forráshivatkozások
1. ↑  Latest Formula 1 Breaking News - Grandprix.com. www.grandprix.com. (Hozzáférés: 2024. december 23.)
2. ↑  Az AGS-sztori… (magyar nyelven). Napi F1 sztori, 2020. április 3. (Hozzáférés: 2024. december 23.)
3. ↑  8W - Who? - Didier Pironi. www.forix.com. (Hozzáférés: 2024. december 23.)
4. ↑  AGS Formula one cars chassi number. web.archive.org, 2011. július 16. (Hozzáférés: 2024. december 23.)